# Martha-Luise Lessing
Martha-Luise „Marlou“ Lessing (* 6. April 1964 in Hamburg) ist eine deutsche Dichterin und Verlegerin. Für ihre Werke in niederdeutscher Sprache erhielt sie Auszeichnungen.

## Leben
Lessing wuchs in Trappenkamp auf. Nach dem Abitur 1984 studierte sie in Hamburg Physik und arbeitet dort seitdem im Bereich der Erwachsenenbildung, engagiert sich daneben für die Erneuerung der niederdeutschen Sprache. 2002 rief sie die Website plattpartu.de für niederdeutsche Sachtexte zu aktuellen Themen ins Leben, um die plattdeutsche Sprache aus der „Literaturecke“ herauszuholen und an aktuelle Themen heranzuführen. Lessing bloggt dort regelmäßig zu politischen Themen, veröffentlicht dort aber auch Gedichte und andere Texte. Von 2010 bis 2014 war sie Mitglied im Plattdüütschen Raat för Sleswig-Holsteen.
Im Jahr 2015 gründete Lessing den Verlag verlag.marless.de und publiziert seitdem dort eigene und Werke anderer Autoren, darunter ihren plattdeutschen Kriminalroman Oosterfüür.

## Auszeichnungen
- 2005: Freudenthal-Preis gemeinsam mit Heinke Hannig und Diedrich H. Schmidt
- 2010: Erster Preis beim NDR-Wettbewerb „Vertell doch mal“
- 2015: Freudenthal-Preis gemeinsam mit Willi Höfig für „Dat grote Speel“
- im Klaus-Groth-Gedenkjahr 2019: Klaus-Groth-Preis
- 2022: Hans-Henning-Holm-Preis für das Hörspiel „De Reis na Fa“
- 2023: Zweiter Preis beim NDR-Wettbewerb „Vertell doch mal“